# Бібліотека Триніті-коледжу

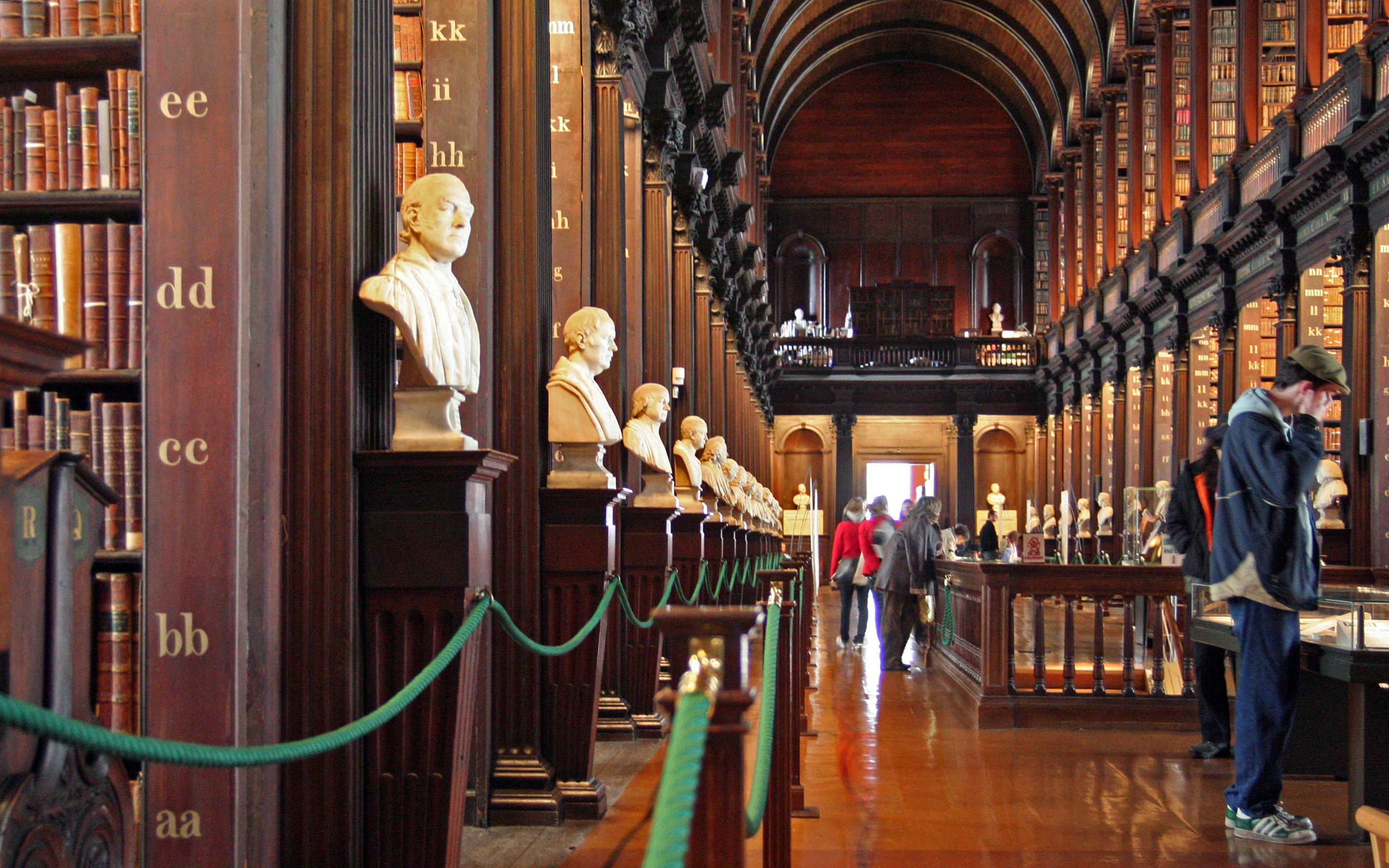
64-метрова «Довга зала» («Long Room»), споруджена в 1732 році.

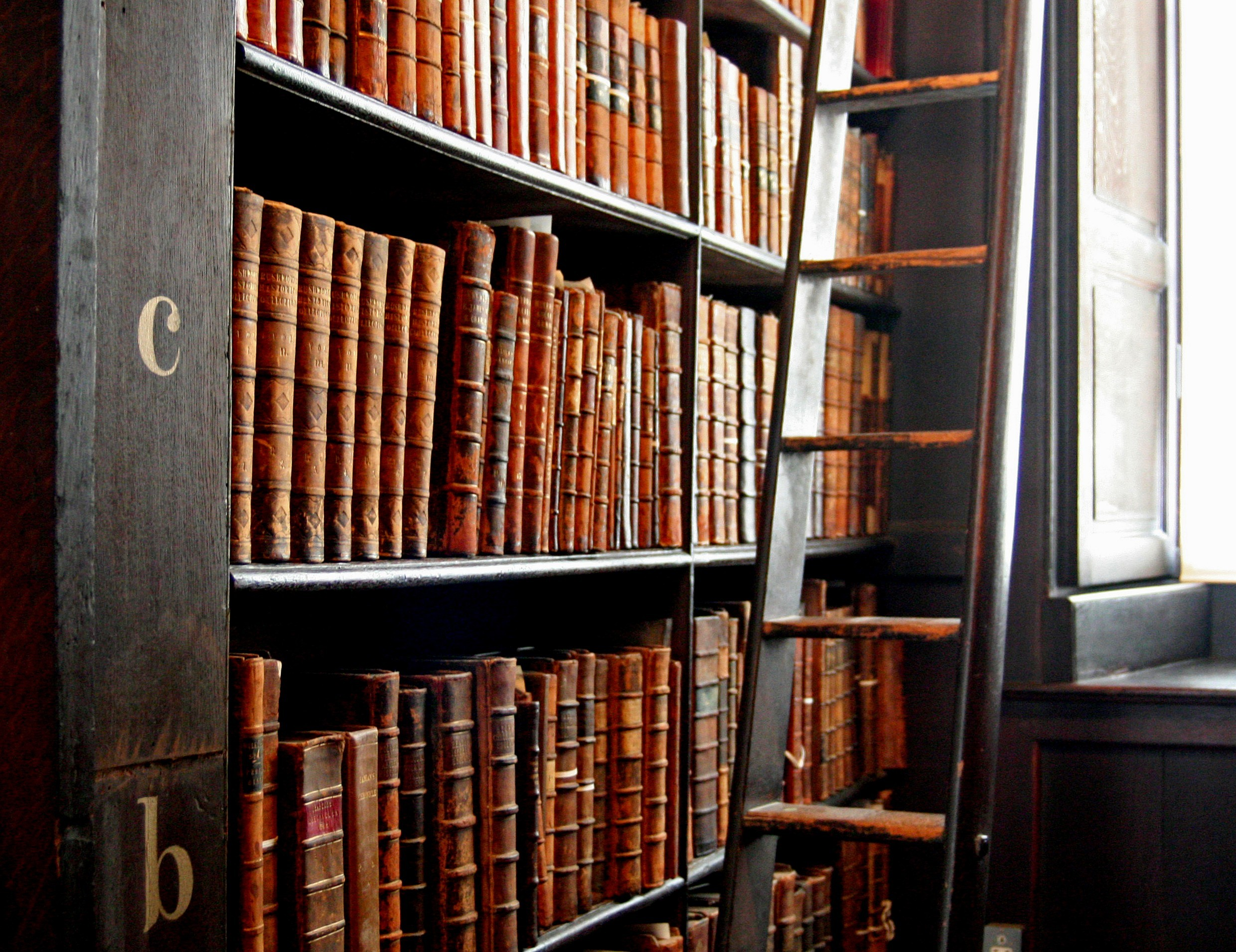
Книжкові полиці в Довгій залі.

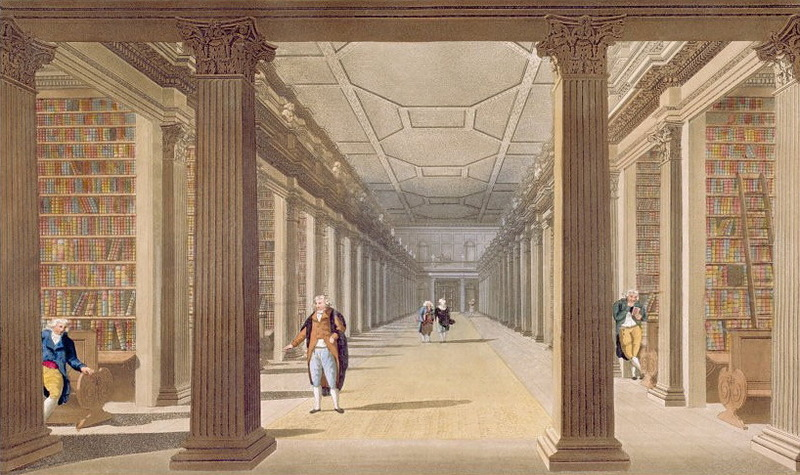
Довга зала у XVIII столітті. Акварель Джеймса Мелтона (1761—1803).

Бібліотека Триніті-коледжу в Дубліні (англ. Trinity College Library, Dublin; ірл. Leabharlann Choláiste na Tríonóide, Baile Átha Cliath — університетська бібліотека Триніті-коледжу, заснованого 1592 року. Найбільша й найважливіша бібліотека Ірландії з фондами, що становлять 5 млн томів. Бібліотека має право обов'язкового примірника всіх публікацій на території Ірландії.

## Структура
За свою історію бібліотека розширилася на цілий ряд будівель, чотири з яких розташовані на території університетського кампусу, а ще одна філія розташована в будівлі Шпиталю святого Джеймса (St. James's Hospital).
- Стара бібліотека складається з таких частин:
  - Читальна зала стародруків
  - Читальна зала рукописів
- Бібліотечний комплекс Беркелі-Лекі-Ашер (Berkeley-Lecky-Ussher, скорочено BLU):
  - Бібліотека Беркелі
  - Бібліотека Лекі
  - Бібліотека Джеймса Ашера з мультимедійною залою
  - Бібліотека карт Глюксмана з відділом реставрації
- Гамільтонівська науково-інженерна бібліотека
- Читальна зала 1937 року
- Медична бібліотека Джона Стерна (Шпиталь святого Джеймса)

## Стара бібліотека
Будівля Старої бібліотеки була споруджена в 1712—1732 роках за участі головного інженера та генерального інспектора фортечних укріплень британської корони Томаса Бурга (Thomas Burgh). Книжки було роташовано на верхньому поверсі, аби вберегти від можливих повеней. Сьогодні тут розташована знаменита «Довга Зала» (Long Room), приміщення завдовжки 64 м та завширшки 12 м. Довга Зала має два яруси: головний поверх і галерею. Залу прикрашає імпозантне склепіння з колонами. Перед книжковими полицями встановлено бюсти видатних письменників і вчених: Гомер, Платон, Аристотель, Вільям Шекспір, Ісаак Ньютон та ін.
У 1858 році внаслідок браку місця для нових книжок «Довгу залу» було реконструйовано й було встановлено додаткові книжкові полиці, відтоді приміщення не змінювало свого вигляду. У Довгій залі сьогодні у відкритому доступі для користувачів виставлено 200 000 найдавніших книжок бібліотеки. Окрім того тут виставлені унікальні експонати, що належать Триніті-коледжу: Пасхальна прокламація, в якій було проголошено заснування Ірландської республіки 24 квітня 1916 року; кельтська арфа, що, за легендою, належала Бору Боройме, який загинув у Клонтарфській битві в 1014 році;
Перлиною фондів бібліотеки є так звана Келлська книга, ілюстрована рукописна книга, створена ірландськими (кельтськими) ченцями у кінці VIII — на початку IX ст. Келльська книга виставлена у спеціальному приміщенні на першому поверсі Старої бібліотеки. Не менш цінними є також Євангеліє з Лідісфарна (VIII ст.), Книга з Дарроу (VII ст.), Книга Дімми (VIII ст.) та Книга Арми (IX ст.)